# Kristoffer Stephensen
Kristoffer Nesse Stephensen (Bergen, 1º giugno 1991) è un ex giocatore di calcio a 5 e calciatore norvegese, attaccante dell'Åsane.

## Carriera

### Club
Stephensen ha giocato per il Fyllingen. Nel 2012, a causa della fusione della sua squadra con il Løv-Ham, ha vestito la maglia della nuova società costituitasi, il Fyllingsdalen. Il 13 febbraio 2013, ha firmato un contratto triennale con il Sogndal. Ha esordito nell'Eliteserien in data 1º aprile 2013, subentrando a Rune Bolseth nella sconfitta per 1-0 in casa del Vålerenga.
Il 7 agosto 2014, è tornato al Fyllingsdalen con la formula del prestito. Il 31 marzo 2015 è passato all'Åsane, formazione neopromossa nella 1. divisjon. Il 5 dicembre successivo ha rinnovato il contratto che lo legava al club per altre due stagioni.
Il 27 gennaio 2018 è passato al Nest-Sotra. Il 2 dicembre successivo ha prolungato il contratto con il club per altre due stagioni.
L'11 febbraio 2020, il Mjøndalen ha reso noto l'ingaggio di Stephensen, che si è legato al nuovo club con un accordo biennale.
L'8 marzo 2022 ha fatto ritorno all'Åsane, con un accordo biennale.

### Nazionale
Gioca per la Nazionale di calcio a 5 della Norvegia.

## Statistiche

### Presenze e reti nei club
Statistiche aggiornate all'11 novembre 2022.
| Stagione             | Club                 | Campionato           | Campionato | Campionato | Coppe nazionali | Coppe nazionali | Coppe nazionali | Coppe continentali | Coppe continentali | Coppe continentali | Supercoppe | Supercoppe | Supercoppe | Totale | Totale |
| Stagione             | Club                 | Comp                 | Pres       | Reti       | Comp            | Pres            | Reti            | Comp               | Pres               | Reti               | Comp       | Pres       | Reti       | Pres   | Reti   |
| -------------------- | -------------------- | -------------------- | ---------- | ---------- | --------------- | --------------- | --------------- | ------------------ | ------------------ | ------------------ | ---------- | ---------- | ---------- | ------ | ------ |
| 2010                 | Fyllingen            | 3D                   | ?          | ?          | CN              | ?               | ?               | -                  | -                  | -                  | -          | -          | -          | ?      | ?      |
| 2011                 | Fyllingen            | 3D                   | ?          | ?          | CN              | ?               | ?               | -                  | -                  | -                  | -          | -          | -          | ?      | ?      |
| Totale Fyllingen     | Totale Fyllingen     | Totale Fyllingen     | ?          | ?          |                 | ?               | ?               |                    | -                  | -                  |            | -          | -          | ?      | ?      |
| 2012                 | Fyllingsdalen        | 2D                   | 18         | 2          | CN              | 1               | 0               | -                  | -                  | -                  | -          | -          | -          | 19     | 2      |
| 2013                 | Sogndal              | ES                   | 12         | 0          | CN              | 2               | 0               | -                  | -                  | -                  | -          | -          | -          | 14     | 0      |
| gen.-ago. 2014       | Sogndal              | ES                   | 4          | 0          | CN              | 3               | 1               | -                  | -                  | -                  | -          | -          | -          | 7      | 1      |
| Totale Sogndal       | Totale Sogndal       | Totale Sogndal       | 16         | 0          |                 | 5               | 1               |                    | -                  | -                  |            | -          | -          | 21     | 1      |
| ago.-dic. 2014       | Fyllingsdalen        | 2D                   | 10         | 2          | CN              | -               | -               | -                  | -                  | -                  | -          | -          | -          | 10     | 2      |
| Totale Fyllingsdalen | Totale Fyllingsdalen | Totale Fyllingsdalen | 28         | 4          |                 | 1               | 0               |                    | -                  | -                  |            | -          | -          | 29     | 4      |
| 2015                 | Åsane                | 1D                   | 27         | 5          | CN              | 4               | 0               | -                  | -                  | -                  | -          | -          | -          | 31     | 5      |
| 2016                 | Åsane                | 1D                   | 29         | 1          | CN              | 2               | 1               | -                  | -                  | -                  | -          | -          | -          | 31     | 2      |
| 2017                 | Åsane                | 1D                   | 25         | 4          | CN              | 0               | 0               | -                  | -                  | -                  | -          | -          | -          | 25     | 4      |
| 2018                 | Nest-Sotra           | 1D                   | 28+1       | 3+0        | CN              | 2               | 0               | -                  | -                  | -                  | -          | -          | -          | 31     | 3      |
| 2019                 | Nest-Sotra           | 1D                   | 29         | 1          | CN              | 1               | 0               | -                  | -                  | -                  | -          | -          | -          | 30     | 1      |
| Totale Nest-Sotra    | Totale Nest-Sotra    | Totale Nest-Sotra    | 57+1       | 4+0        |                 | 3               | 0               |                    | -                  | -                  |            | -          | -          | 61     | 4      |
| 2020                 | Mjøndalen            | ES                   | 0          | 0          | -               | -               | -               | -                  | -                  | -                  | -          | -          | -          | 0      | 0      |
| 2021                 | Mjøndalen            | ES                   | 0          | 0          | CN              | 0               | 0               | -                  | -                  | -                  | -          | -          | -          | 0      | 0      |
| Totale Mjøndalen     | Totale Mjøndalen     | Totale Mjøndalen     | 0          | 0          |                 | 0               | 0               |                    | -                  | -                  |            | -          | -          | 0      | 0      |
| 2022                 | Åsane                | 1D                   | 28         | 1          | CN              | 0               | 0               | -                  | -                  | -                  | -          | -          | -          | 28     | 1      |
| Totale Åsane         | Totale Åsane         | Totale Åsane         | 109        | 11         |                 | 6               | 1               |                    | -                  | -                  |            | -          | -          | 115    | 12     |
| Totale               | Totale               | Totale               | 210+1+     | 19+0+      |                 | 15+             | 2+              |                    | -                  | -                  |            | -          | -          | 226+   | 21+    |